# Gerd Oswald
Gerd Oswald, (Berlín Alemanya, 9 de juny de 1919 − Los Angeles, Califòrnia, 22 de maig de 1989) va ser un director de cinema estatunidenc d'origen alemany. És fill del cineasta austríac Richard Oswald (1880-1963).
Va treballar com assistend director amb el seu pare, entre d'altres en The Captain from Köpenick (1941). Entre les pel·lícules més destacades d'Oswald figuren A Kiss Before Dying (1956), Brainwashed (1960), i Bunny O'Hare (1971). Oswald també va participar en la realització de diferents produccions televisives, destacant Perry Mason, Bonanza, The Outer Limits, El fugitiu, Star Trek: La sèrie original, Gentle Ben, It Takes a Thief, i Dimensió Desconeguda.
Gerd Oswald va morir a Los Angeles, Califòrnia, el 1989 a causa d'un càncer.

## Filmografia
- 1938: Sturm über Asien (ajudant de direcció)
- 1956: A Kiss Before Dying
- 1956: The Brass Legend
- 1957: Crim passional (Crime of Passion)
- 1957: Fury at Showdown
- 1957: Valerie
- 1958: Vacances a París (títol original À Paris tous les deux o Paris Holiday
- 1958: Screaming Mimi
- 1959: Am Tag, als der Regen kam
- 1960: Schachnovelle
- 1962: The Longest Day
- 1963: Das Todesauge von Ceylon
- 1966: Agent for H.A.R.M.
- 1969: 80 Steps to Jonah
- 1971: Bunny O'Hare
- 1975: Bis zur bitteren Neige

## Nominacions
- 1960: Lleó d'Or per Schachnovelle